# Mahmoud Dabdoub
Mahmoud Dabdoub (* 1958 in Baalbek) ist ein palästinensisch-deutscher Fotograf.

## Leben
Mahmoud Dabdoub wurde 1958 in Baalbek (arabisch بعلبك, DMG Baʿlabakk), einer Provinzhauptstadt im Libanon, geboren. Aufgewachsen im benachbarten palästinensischen Flüchtlingslager Al Jalil, verarbeitete er seinen Alltag zunächst in Zeichnungen. Nach dem Abitur 1976 in Beirut arbeitete er im dortigen palästinensischen Kulturbüro. In dieser Zeit begann er, „das Leben unserer Leute zu fotografieren. Es waren reine Schnappschüsse, ich hatte keinerlei technische Kenntnisse und musste mir zunächst alles selbst beibringen.“ Nach einem längeren Aufenthalt 1979 in Westdeutschland zurück in Beirut „war es, als hätte man mir die Augen geöffnet. Welch ein Kontrast zum Leben im wohlhabenden, friedlichen Westdeutschland!“ Um 1980/81 entstanden erste Reportagen über die Lebenswirklichkeit palästinensischer Flüchtlinge. Dabdoub verstand sie als politischen Auftrag „aus mir selbst heraus“.
Fotografie war in dieser Zeit für ihn nur ein Hobby. Er wollte Malerei und Grafik studieren. Der Maler Ismael Schamod, für den er seit 1979 als Assistent tätig war, vermittelte ihm ein Stipendium in der DDR. So gelangte Dabdoub im Alter von 23 Jahren nach Leipzig, besuchte zunächst Sprachkurse am Herder-Institut, in dessen Korridoren er seine Fotos aus Flüchtlingslagern ausstellen konnte: „damit änderte sich mein gesamter Lebensplan.“ 1982 bewarb er sich erfolgreich um einen der nur sechs Studienplätze des einzigen Diplom-Studiengangs für Fotografie in der DDR, an der Hochschule für Grafik und Buchkunst Leipzig. Zusammen mit Bertram Kober, Maria Sewcz und Harf Zimmermann begann er sein Studium bei Arno Fischer und Evelyn Richter, das er 1987 bei Helfried Strauß, seinem wichtigsten Lehrer, abschloss. Seitdem lebt und arbeitet Mahmoud Dabdoub als freiberuflicher Fotograf in Leipzig.
Im Gegensatz zum bunten und lebhaften, aber vom Krieg erschütterten Beirut war das graue Leipzig eine Oase des Friedens. Voller Neugier entdeckte Dabdoub seine neue Heimat mit der Kamera, mit unverstelltem Blick. Mit einem Blick, der offen war für die Eigenarten und Absurditäten der späten DDR, zugleich aber getragen wurde von einer grundsätzlichen Sympathie für die Menschen, die das Flüchtlingskind aufgenommen hatten, durchstreifte er alle Ecken der Stadt, immer darauf bedacht, die Funktionsweise einer ihm gänzlich fremden Welt zu entschlüsseln: „Als ich 1981 nach Leipzig kam, war natürlich fast alles neu und fremd für mich. […] Ich war sehr neugierig und wollte verstehen, wie man hier, so weit im Norden, lebt, arbeitet, feiert, trauert, miteinander umgeht oder einsam ist.“ Sein Lehrer „hatte den deutlichen Eindruck, dass Mahmoud sein Bildermachen als eine Art Lebenshilfe betrieb. Um wirklich hier anzukommen, war er darauf angewiesen, die ihm unbekannte Gesellschaft gründlich kennenzulernen.“ Der Student legte seinem Lehrer Kontaktabzug für Kontaktabzug vor. Helfried Strauß sagte über seine Fotos: „Ich graste sie einäugig mit der Lupe ab. Er hat viel Substanz mitgebracht und seine ganz eigene Sicht entwickelt. […] Seine Bilder sind wahr, nicht inszeniert. Sie zeigen gelebtes Leben.“
Mahmoud Dabdoub lebt mit seiner Frau im Leipziger Süden. Er hat drei erwachsene Töchter.

## Künstlerisches Profil
Mahmoud Dabdoub kam am 11. September 1981 aus dem Libanon nach Deutschland, in die DDR, nach Leipzig. Was er dort sah, waren Arbeiter mit freiem Oberkörper oder eine Wäscheleine voller Schlüpfer – für den muslimischen Fotografen Momente des Staunens, in denen er zur Kamera griff. Seine in den 1980er Jahren entstandenen Fotografien zeigen Motive, so alltäglich, dass sie die Einheimischen damals kaum wahrgenommen haben dürften: mit unzähligen DDR-Wimpeln bizarr dekorierte Schaufenster voller Fischkonserven, qualmende Gullydeckel in menschenleeren Straßenzügen oder Sahnetorten verziert mit dem Emblem der SED. Dabdoub dagegen, mit seinem gänzlich anderen kulturellen Hintergrund, bannte den für ihn verblüffenden Alltag fast akribisch auf 1.200 Kleinbildfilme. Aller Verblüffung zum Trotz suchen seine Bilder nicht den Witz oder das Spektakel, sondern sind eher an Henri Cartier-Bresson erinnernde, unsensationelle, bewegende Alltagsszenen, die heute auf zwei Ebenen zu lesen sind. Das Staunen des Fotografen über seine neue Gegenwart mischt sich mit dem des heutigen Betrachters über eine seltsame, ferne Zeit.
Das Leben Dabdoubs wurde und wird durch das Wandern zwischen zwei Welten bestimmt, zwischen seinem Wohnsitz in Leipzig und seiner alten Heimat. 1989 erhielt er eine Ehrenmedaille der 9. bifota in Berlin für seine Serie „Palästinenserlager im Libanon 1987“. In den 2000er Jahren sind seine Bilder aus dem Libanon und Palästina mit internationalen Preisen ausgezeichnet worden, unter anderem 2004 mit einer Goldmedaille beim Internationalen Arabisch-Europäischen Fotofestival in Hamburg. 2003 ist sein Buch Wie fern ist Palästina? erschienen. Es zeigt das alltägliche Leben in palästinensischen Flüchtlingslagern im Libanon und in Syrien, das uns trotz Medienberichten fremd geblieben ist. Die Bilder aus den Jahren 1981 bis 2002 dokumentieren den bedrückenden und gleichzeitig so „normalen“ Alltag in den als Interim geplanten Lagern über zwei Jahrzehnte. 2007 folgte mit Land der verletzten Zedern eine Publikation über den Libanonkrieg 2006, der mit hohen Opferzahlen in der libanesischen Bevölkerung und der Zerstörung der zivilen Infrastruktur verbunden war. Seine Projekte zeugen vom Engagement für den internationalen Kulturaustausch, der sich nicht auf die Präsentation von Bildern aus dem Nahen Osten in zahlreichen Ausstellungen und Publikationen in Deutschland beschränkt, sondern zum Beispiel auch das Zeigen von Fotos aus Sachsen in Bagdad beinhaltet. Er sagt von sich selbst, er sei „eine Brücke zwischen Orient und Okzident.“
Gewohnt, sich in neue Verhältnisse in Begleitung seiner Kamera einzufügen, reizten Dabdoub auch die alltäglichen Folgen des Coronavirus. Seine jüngste Publikation zeigt „Augen in der Pandemie“ (2021), von Masken verdeckte Gesichter. Der Pandemie widmet sich auch Dabdoubs Bildband Menschenleer: Leipzig – Fotos einer Stadt im Lockdown (2021), der erhebliches Unbehagen erzeugt. Dieses neue Straßenbild, still und verlassen, oder mit durchweg maskierten, quasi gesichtslosen Menschen belebt, wird uns in vierzig Jahren – hoffentlich – ebenso fremd erscheinen wie heute das Leipzig der frühen 1980er Jahre.

## Werkbestand
Seit 2016 besitzt die Deutsche Fotothek 100 signierte Prints im Format 40 × 50 Zentimeter von Fotografien Dabdoubs aus den 1980er Jahren.

## Ausstellungen

### Einzelausstellungen
- 2025: Die Straße ist mein Atelier, Zeitgeschichtliches Forum Leipzig 12. Februar – 22. Juni 2025 und Willy-Brandt-Haus Berlin 10. Juli – 21. September 2025
- 2025: Leipzig. Ankommen – Bleiben – Zu Hause finden, Literaturhaus Leipzig 11. März – 30. April 2025
- 2023: Menschenleer, Galerie W182, Leipzig 20. Juli – 20. August 2023
- 2023: Palästina – ein Land so fern, so nah, LadenCafé aha, Dresden, 21. September – 30. November 2023
- 2021: Augen in der Pandemie, galerie k. im Kunsttanker, Leipzig
- 2019: Heimat DDR, Deutsches Fotomuseum, Markkleeberg
- 2019: Karawane der Impressionen im Ost-West-Diwan, Landgericht Leipzig
- 2008: Leipziger Gesichter, Stadtgeschichtliches Museum Leipzig
- 1989: Kulturhaus Steinstraße, Leipzig
- 1988: Porträt-Ausstellung zur Leipziger Dokumentarfilm-Woche, Leipzig
- 1986: Zehdenik (Bezirk Potsdam)
- 1985: Presseklub Berlin
- 1985: Studentenklub der Humboldt-Universität, Berlin
- 1985: Bauarbeiterklub, Berlin
- 1983: Moritzbastei, Studentenklub der Universität Leipzig

### Gruppenausstellungen
- 2024: #MITTENDRIN. Rudi Meisel, Christian Borchert und Mahmoud Dabdoub, SLUB Dresden, Buchmuseum, 26. Januar – 13. April 2024[4]
- 2022: Deutschland um 1980. Fotografien aus einem fernen Land. Ein Ausstellungsprojekt des LVR-LandesMuseum Bonn in Kooperation mit der Deutschen Fotothek und der Stiftung F.C. Gundlach Hamburg, LVR-Landesmuseum Bonn, 24. März – 14. August 2022[5]
- 2020: Jubiläumsaustellung 30 Jahre Mauerfall. Ein Leben zwischen den Welten, Magistralenmanagement, Infogalerie, Leipzig
- 1989: Beteiligung an der Ausstellung der Gruppe „Arbeiterfotografie“, VHS-Forum Köln
- 1989: Beteiligung an der 9. Berliner Internationalen Fotoausstellung, Berlin (Diplom und Sonderpreis der Neue Berliner Illustrierten)
- 1989: Beteiligung am Wettbewerb der Internationalen Journalisten Organisation Korea, Pjöngjang (Diploma of Honorary)
- 1987: Beteiligung am Wettbewerb der Internationalen Journalisten Organisation, Bagdad (Bronzemedaille für die Fotoserie Hohenstein–Ernstthal/Sachsen)
- 1986: Beteiligung an der 3. Porträt-Ausstellung der DDR, Dresden
- 1986: Gemeinschaftsausstellung mit verschiedenen Künstlern, Galerie M, Berlin-Marzahn
- 1985: Beteiligung am Wettbewerb der Internationalen Journalisten Organisation (Silbermedaille; Sonderpreis der Zeitschrift Ogoniok)
- 1984: Beteiligung am Stadtwettbewerb Leipzig (Preis der Stadt und des Seemann Verlags)

## Publikationen
- Die Straße ist mein Atelier. Mit einem Vorwort von Bernd Lindner, Leipzig 2025
- Alltag in der DDR - Fotos aus den 1980er Jahren. Mit einem Vorwort von Thomas Brussig, Leipzig 2024
- Menschenleer: Leipzig – Fotos einer Stadt im Lockdown, Leipzig 2021
- Augen in der Pandemie, Leipzig 2021
- Neue Heimat Leipzig. Fotografien 1982–1989. Mit einem Vorwort von Helfried Strauß, hg. von Mathias Bertram und Mark Lehmstedt, Leipzig 2016
- Mit Ahmad Shalha: Land der verletzten Zedern. Dokumente eines Krieges. Ein Fototagebuch aus dem Libanon, Leipzig 2007
- Alltag in der DDR. Fotos aus den 80er Jahren. Mit Texten von Gunter Böhnke und Bernd Lindner, Leipzig 2003
- Wie fern ist Palästina? Fotos aus palästinensischen Flüchtlingslagern. Mit Texten von Sarkis Latchinian und Adel Karasholi, Leipzig 2003
- Mein Bild von Palästina. Fotos von Mahmoud Dabdoub aus palästinensischen Flüchtlingslagern, in: Arbeiterfotografie, 16. Jg. Heft 65, Juli/September 1989, S. 2–3, S. 36–44
- Es war mein Alltag, in: FOTOKINO magazin, 8/1983, S. 230–235